# Бригадировка (Саратовская область)
Бригадировка — хутор в Перелюбском районе Саратовской области, в составе сельского поселения Перелюбское муниципальное образование.
Население — 318 (2010)

## Физико-географическая характеристика
Хутор находится в Заволжье, на левом берегу реки Камелик, юго-восточнее районного центра села Перелюб. Высота центра населённого пункта — 83 метра над уровнем моря. Почвы — тёмно-каштановые.
По автомобильным дорогам расстояние до районного центра села Перелюб составляет 4 км, до областного центра города Саратов — 360 км, до Самары — 180 км.

## История
Деревня Бригадировка упоминается в Списке населённых мест Самарской губернии 1910 года. Согласно Списку деревня относилась к Смоленской волости Николаевского уезда Самарской губернии. Деревню населяли бывшие государственные крестьяне, русские и малороссы, православные, 161 мужчина и 120 женщин.

## Население
Динамика численности населения по годам:
| Годы      | 1910 | 2002 |
| --------- | ---- | ---- |
| Население | 201  | 390  |

| 2002 | 2010 |
| ---- | ---- |
| 390  | ↘318 |